# Can Sant Dionís
Can Sant Dionís és una masia de Campllong (Gironès) del segle xiii i restaurada l'any 2002. És una finca agropecuària adaptada al Turisme rural.

## Descripció

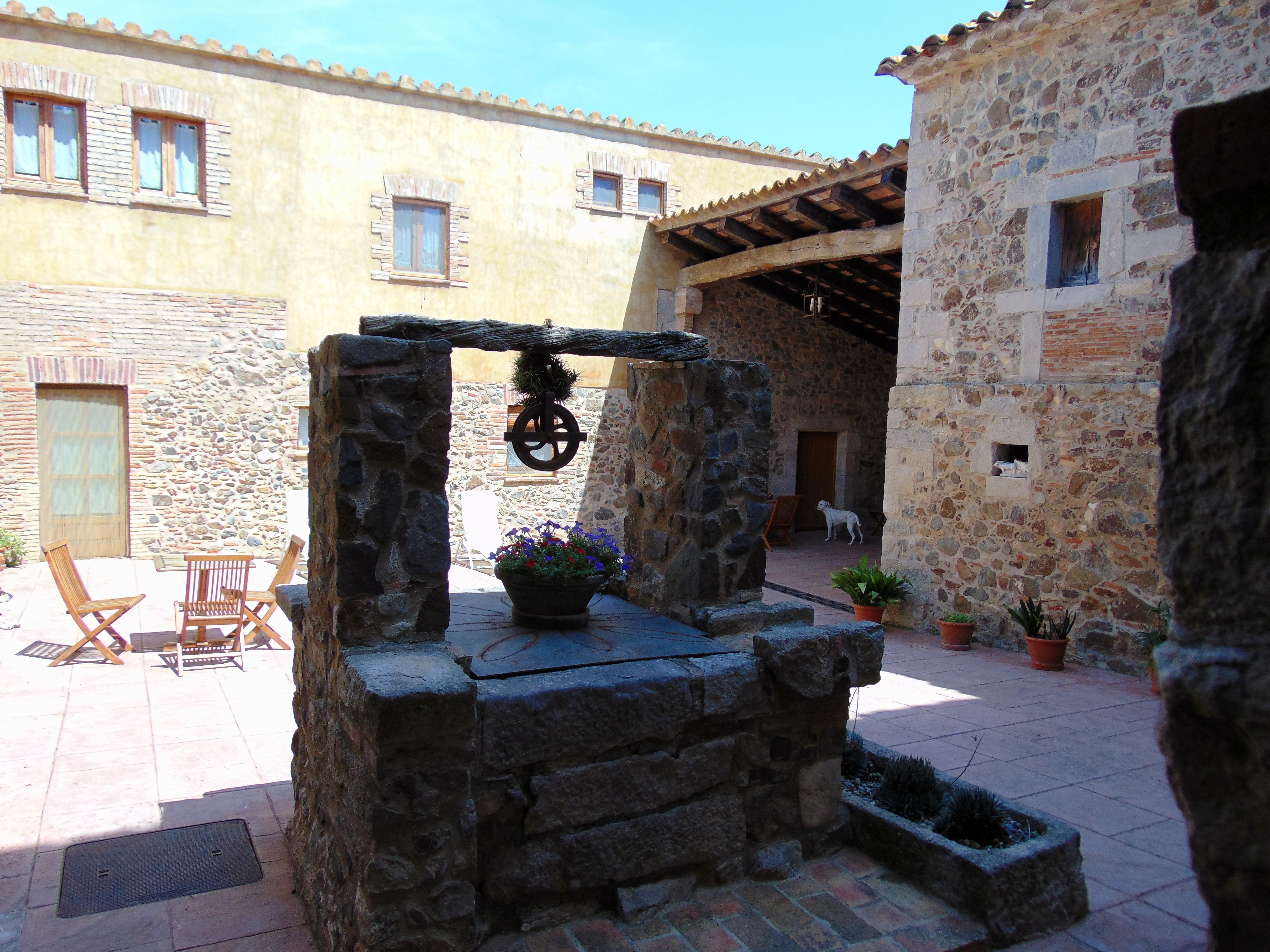
Pati interior

Masia al veïnat del mateix nom. Contenia una ermita de Sant Dionís que va ser destruïda per les tropes de Napoleó i que dona nom a aquesta masia medieval. A la dreta de l'entrada hi ha una espitllera que demostra que la casa havia estat fortificada. Hi ha un pati interior amb un pou al que s'hi entra per una gran porta a la part posterior de la casa. Al voltant del mas hi ha instal·lacions pel bestiar i camps de conreu que es poden regar amb una gran bassa que hi ha.